# 19. listopada
19. listopada (19. 10.) 292. je dan godine po gregorijanskom kalendaru (293. u prijestupnoj godini).
Do kraja godine imaju još 73 dana.

## Događaji
- 202. pr. Kr. – Bitka kod Zame: Rimljani pod vodstvom Scipiona Afričkog porazili Kartažane pod vodstvom Hanibala kojemu je to bio jedini, ali odlučujući poraz. Ovom je bitkom završen drugi od tri Punska rata.
- 1512. – Martin Luther je obranio doktorat iz teologije.
- 1781. – U Yorktownu u Virginiji, britanski zapovjednik Charles Cornwallis predao se francusko-američkim snagama koje je vodio George Washington završavajući time Američki rat za neovisnost (Opsada Yorktowna).
- 1812. – Napoleon se povukao iz Moskve.
- 1874. – ban Ivan Mažuranić svečano otvorio moderno Sveučilište u Zagrebu.
- 1933. – Njemačka se povukla iz Lige naroda.
- 1935. – Liga naroda uvela ekonomske sankcije fašističkoj Italiji zbog okupacije Etiopije.
- 1960. – Vlada Sjedinjenih Američkih Država uvela embargokomunističkoj Kubi.
- 1991. – Kraj bitke za Novi Farkašić, velika pobjeda hrvatske vojske.
- 1991. – Utemeljena 133. brigada HV, Otočac.
- 1992. – Počelo zbrinjavanje ranjenika u župnoj crkvi u Novoj Biloj što će kasnije rezultirati osnivanjem ratne Franjevačke bolnice "Dr. fra Mato Nikolić" za potrebe opkoljenih Hrvata Lašvanske doline.
- 2003. – Majku Terezu beatificirao papa Ivan Pavao II.
- 2005. – Saddamu Husseinu u Bagdadu započelo suđenje za zločine protiv čovječnosti.
- 2007. – Sabor Republike Crne Gore ustanovio novi Ustav Republike Crne Gore u kojem je službenim jezikom umjesto ijekavskog srpskog imenovan crnogorski.

## Rođenja 19. listopada
- 1582. – princ Dimitrije, ruski vladar
- 1829. – Ivan Kronštatski, ruski svetac († 1908.)
- 1882. – Umberto Boccioni, talijanski slikar i kipar († 1916.)
- 1976. – Ivan Bilić, hrvatski ekonomist i sportski djelatnik
- 1981. – Heikki Kovalainen, finski automobilist (F1)

## Smrti 19. listopada
- 1187. – Papa Urban III.
- 1216. – Ivan bez Zemlje, engleski kralj (* 1166.)
- 1745. – Jonathan Swift, engleski književnik (* 1667.)
- 1813. – Józef Poniatowski, poljski general (* 1763.)
- 1842. – Aleksej Kolcov, ruski pjesnik (* 1809.)
- 1851. – Petar II. Petrović Njegoš, crnogorski vladika i književnik (* 1813.)
- 1896. – Šime Ljubić, hrvatski arheolog, povjesničar i biograf (* 1896.)
- 1937. – Ernest Rutherford, britanski fizičar (* 1871.)
- 1984. – Jerzy Popiełuszko, poljski svećenik (* 1947.)
- 1986. Karlo Bulić, hrvatski glumac (* 1910.)
- 2003. – Alija Izetbegović, bosanskohercegovački predsjednik (* 1925.)

## Blagdani i spomendani
- U Beogradskoj nadbiskupiji blagdan Bogorodice Beogradske